# Leonardo Infante (Bezirk)
Der Bezirk (Municipio) Leonardo Infante ist einer von 15 Bezirken des Bundesstaats Guárico im Zentrum Venezuelas. Die Hauptstadt ist Valle de la Pascua.

## Verwaltung und Politik
Der Bezirk hat zwei parroquias: Parroquia Valle de la Pascua und Parroquia Espino.
Der jetzige Bürgermeister ist José Rafael Ortega, von der PSUV.